# Surface corporelle
Pour les articles homonymes, voir BSA.
La surface corporelle (ou BSA pour Body Surface Area) est la surface externe de la peau recouvrant le corps humain.
La taille et le poids d'une personne sont les données qui permettent, par des formules empiriques, une évaluation de sa surface corporelle. Dans la pratique, on utilise souvent aussi des nomogrammes.

## Utilisations
La notion de surface corporelle d’un humain est couramment utilisée :
- pour le dosage (en mg/m2, généralement) de certains médicaments spécifiques (comme les cytostatiques utilisés dans les thérapies d'oncologie) ;
- pour estimer l'étendue des lésions de la peau par rapport à la surface corporelle ;
- pour évaluer les performances du débit cardiaque.

Elle entre dans le calcul de l'indice de corpulence fondé sur la surface corporelle (surface based body shape index ou SBSI), lequel donne de meilleures estimations de la morbidité d'une obésité que l'indice de masse corporelle (IMC) pour des sujets de plus de 18 ans. 

## Formules de calcul de la surface corporelle
Le calcul de la surface corporelle utilise pour données la taille et le poids. La taille est en centimètres, le poids en kilogrammes et la surface corporelle en mètres carrés.
Il existe de nombreuses formules de calcul de la surface corporelle. Redlarski et al. en dénombrent ainsi 25.

### Formule pédiatrique pour les enfants de moins de40kg
{\displaystyle BSA={\frac {{4\times poids}+7}{poids+90}}}

### Formule de DuBois et DuBois
La formule de DuBois et DuBois est la plus ancienne et été longtemps la seule utilisée :
{\displaystyle BSA=0{,}007184\times taille^{0{,}725}\times poids^{0{,}425}}

### Formule de Mosteller
La formule de Mosteller est celle dont le calcul est le plus simple et qui est aujourd'hui la plus répandue :
{\displaystyle BSA={\sqrt {\frac {{taille}\times {poids}}{3600}}}} , ou, de façon équivalente :
{\displaystyle BSA=0{,}01667\times taille^{0{,}5}\times poids^{0{,}5}}

### Formule de Shuter et Aslani
La formule de Shuter et Aslani est une actualisation de la formule de DuBois et DuBois. Elle est utilisée dans le calcul de l'indice de corpulence fondé sur la surface corporelle.
{\displaystyle BSA={0{,}00949}\times {taille^{0{,}655}\times {poids^{0{,}441}}}}

### Autres formules
| Boyd[5]            | {\displaystyle 0{,}03330\times taille^{0{,}3}\times poids^{0{,}6157-0{,}0188{\text{ }}\mathrm {Log_{10}} poids}} |
| Fujimoto[6]        | {\displaystyle 0{,}008883\times taille^{0{,}663}\times poids^{0{,}444}} |
| Gehan et George[7] | {\displaystyle 0{,}0235\times taille^{0{,}42246}\times poids^{0{,}51456}} |
| Haycock[8]         | {\displaystyle 0{,}024265\times taille^{0{,}3964}\times poids^{0{,}5378}} |
| Schlich[9]         | {\displaystyle {\begin{cases}0{,}000975482\times taille^{1{,}08}\times poids^{0{,}46}&\quad (\,{_{_{\,+}}}\!\!\!\!\!\!\!\!\!\!{_{\;_{\;}}\circ }\,)\\0{,}000579479\times taille^{1{,}24}\times poids^{0{,}38}&\quad (\;{^{_{^{^{\nearrow }}}}}\!\!\!\!\!\!\circ \;\,)\end{cases}}} |
| Takahira[6]        | {\displaystyle 0{,}007241\times taille^{0{,}725}\times poids^{0{,}425}} |
| Lipscombe[10]      | {\displaystyle 0{,}00878108\times taille^{0{,}67844}\times poids^{0{,}434972}} |
Les formules de Mosteller et de Haycock sont très souvent utilisées pour le calcul de la surface corporelle des enfants. 

La formule de Shuter et Aslani est utilisée dans le calcul de l'indice de corpulence fondé sur la surface corporelle (Surface based body shape index, SBSI).

## Valeurs moyennes
- Pour un adulte de taille et de poids standards, la valeur moyenne de la surface corporelle est de 1,7 m2[11].
- Chez l'homme, cette valeur se situe à près de 1,9 m2.
- Chez la femme : 1,6 m2.
- Enfants de 9 ans : 1,07 m2.
- Enfants de 10 ans : 1,14 m2.
- Enfants de 12 à 13 ans : 1,33 m2.